# Dominikus Kustos
Dominikus Kustos (Dominicus Custos; 1560—1612) bio je flamanski umetnik, slikar i bakropisac, koji je radio za cara Rudolfa II u Pragu.